# بني مهاوش (وشحة)

تعديل مصدري - تعديل

بني مهاوش هي إحدى قرى عزلة بني هني بمديرية وشحة التابعة لمحافظة حجة، بلغ تعداد سكانها 1050 نسمة حسب تعداد اليمن لعام 2004.